# کراسنوشلتس
کراسنوشلتس (به لهستانی:  Krasnosielc) یک روستا در لهستان است که در گمینا کراسنوشلتس واقع شده‌است. کراسنوشلتس ۱٬۳۰۰ نفر جمعیت دارد.